# 扎勒体育
扎勒体育（德語：Sport-Saller）是一家德国足球用品邮售及制造商，总部设于魏克斯海姆。公司于1972年由足球教练理夏德·扎勒在陶伯雷特斯海姆创立，他于1974毕业于科隆體育學院，取得足球教练证书，并曾先后担任维尔茨堡踢球者和劳达主教练。理夏德·扎勒最初是开设了一家运动用品商店，其理念是能够为足球队提供团体运动用品。随着时间的推移，体育业务逐渐发展为一家体育用品制造商，并以“扎勒”为品牌名称开发、生产和销售足球用品。1990年，公司从陶伯雷特斯海姆迁至魏克斯海姆，在那里建造了办公楼、体育用品店以及仓库和邮寄库。